# Аміція де Монфор
Аміція де Монфор (Амісія, Аміка, фр. Amicie de Montfort, до 1210–1253) — п'ята дитина й третя дочка Симона де Монфора та Аліси де Монморансі. Її батько був сеньйором де Монфор-л'Аморі в Іль-де-Франс, графом Лестером і після Альбігойського хрестового походу отримав титули віконта Каркассона й Безьє, сіра Альбі та Разес, графа Тулузи та герцога Нарбонна. З боку матері була спорідненою з Плантагенетами й Капетингами, її дядько Матьє II де Монморансі від 1218 року був коннетаблем Франції, а молодший брат Симон V де Монфор, граф Лестер і Честер, був першим лордом-протектором Англії і зятем Генріха III.
1211 року в Монпельє Педро II Католик із політичних мотивів погодився на шлюб Аміції де Монфор і свого сина Хайме, який пізніше став королем Арагону під ім'ям Хайме I Завойовника. Педро передав молодого інфанта в руки графа як запоруку своєї вірності та погодився, щоб він жив і навчався лицарських мистецтв у Франції. Коли 12 вересня 1213 року Педро Арагонський загинув у битві, Хайме було шість років. Відповідно до угоди, він жив у Каркассонні під опікою Монфора. Спочатку граф де Монфор відмовлявся відпускати його в Арагон, але папа Іннокентій III на прохання арагонських дворян зажадав, щоб він віддав хлопчика папському легату П'єтро ді Мора. Так Аміція втратила нареченого та корону Арагону.
Уже після смерті батьків вийшла заміж до травня 1226 року за Готьє (Гоше) II де Жуаньї, сеньйора де Шаторенар (фр. Gautier de Joigny, seigneur de Châteaurenard, бл. 1161 — до листопада 1237). Він був другим сином Рено IV, графа де Жуаньї, та графині Аделаїди де Невер. Він отримав посаду сенешаля Невера при дворі родичів матері — графів Куртене, Невера, Тоннера та Осера. Для Готьє це був другий шлюб.
Їхні діти:
- Петронілла (Перенель) (? — 1289), дама де Сюллі та Шаторенар, названа на честь старшої сестри матері. У першому шлюбі (червень 1249) дружина П'єра де Куртене, сеньйора Конша (убитий у Єгипті 1250); у другому (грудень 1252) — Анрі II (бл. 1234—1269), сіра де Сюллі.
- Готьє (? — до травня 1249), чернець.

1240 року, після смерті чоловіка, заснувала домініканське абатство поблизу міста Монтаржі, розташоване в Гатіне на Луарі за 17 км від Шаторенара. У цей жіночий монастир, також після смерті чоловіка, вступила її невістка Елеонора Плантагенет, дружина брата Аміції Симона V де Монфора. Вона була третьою дочкою Іоанна Безземельного, короля Англії, та його другої дружини Ізабелли Ангулемської. Також там знайшла притулок Бланшефлер Швабська (1226—1279), позашлюбна дочка імператора Священної Римської імперії Фрідріха II Гогенштауфена та шампанки Маргарити Іди де Рейнель.
Померла Аміція де Монфор-Жуаньї 20 лютого 1253 року в заснованому нею жіночому монастирі Монтаржі.